# Het Gesprek (televisiezender)
Het Gesprek is een Nederlandse commerciële televisiezender die bestond van 2007 tot 2010. De zender zond in eerste instantie alleen interviews en debatten uit, maar heeft zijn aanbod later uitgebreid.

## Geschiedenis

### Oprichting

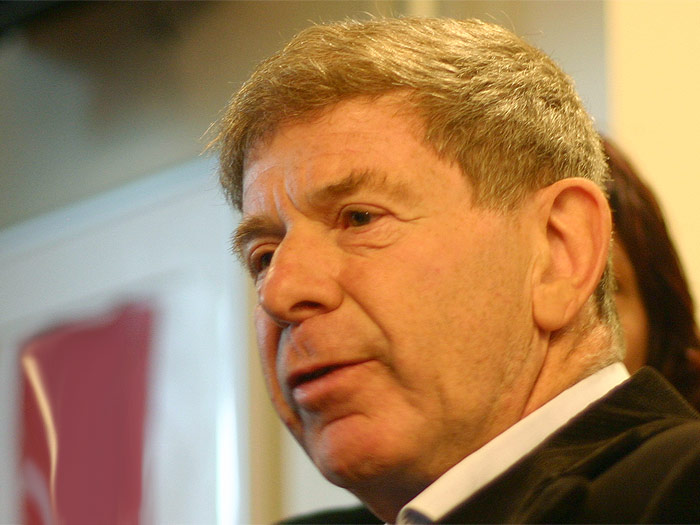
Medeoprichter Frits Barend

Het Gesprek was een initiatief van de Nederlandse mediapersonen Frits Barend, Ruud Hendriks en Derk Sauer. Ook Pieter Storms beweert bij het bedenken van de zender betrokken te zijn geweest. Hij zou voor de zender daadwerkelijk van start ging door de andere oprichters weggewerkt zijn. Deze zaak is in januari 2009 door de betrokkenen geschikt.
Het Gesprek werd op 2 oktober 2007 om 19 uur voor het eerst uitgezonden. Tot en met 14 december 2007 werd Het Gesprek uitgezonden via het kanaal van Liveshop. Vanaf 15 december 2007 deelde Het Gesprek een kanaal met Euronews en was het inmiddels van twee uur 's middags tot twee uur 's nachts in Nederland analoog via de kabel te zien. Digitaal was de zender 24 uur per dag bij Canal Digitaal, UPC, CAIW en VodafoneZiggo te zien. Het Gesprek zond ook uit via zijn eigen website en een eigen YouTube-kanaal.
Het Gesprek had in januari 2009 de programmering uitgebreid met uitzendingen van onder andere de BBC. In februari 2009 nam televisieproducent Harry de Winter een belang van 22 procent in de zender en kreeg hij daarmee ook inspraak in de programmering. Vanaf 1 maart 2009 afficheerde het station zich door middel van een nieuwe vormgeving als "de andere zender".

### Overname NRC Media
Samen met de investeringsmaatschappij van de familie Brenninkmeijer, Egeria, deed Het Gesprek een overnamebod op de mediagroep NRC Media, een onderdeel van De Persgroep Nederland. Na een veiling in december 2009 werd ingestemd met de verkoop van NRC Media, waar NRC Handelsblad en nrc.next onder vielen, en verwierf Het Gesprek een belang van 20 procent in NRC Media.

### In de problemen
De kijkcijfers van de zender waren al vanaf het begin zeer laag. Slechts weinig mensen wisten de zender te vinden, en al snel werd het meten van de kijkcijfers gestaakt. Het stoppen van de kijkcijfermetingen werd gedaan op verzoek van de televisiezender zelf. Door het gebrek aan kijkers bij Het Gesprek werden er nauwelijks reclame-inkomsten geïncasseerd en maakte de zender verlies.
Op 12 augustus 2010 werd door de zender uitstel van betaling aangevraagd, dit als gevolg van tegenvallende inkomsten. Volgens de bewindvoerder was ontslag voor de circa 20 medewerkers nog niet aan de orde. Een week later kondigt Ruud Hendriks aan dat voor de zender op 20 augustus toch het doek zou vallen. Als uitvloeisel hiervan verkochten Hendriks en De Winter op 16 september 2010 hun aandeel in Lux Media, dat een belang van 20 procent had in NRC Media, aan Egeria.

## Programma's (selectie)
- 1 op 1, programma waarin twee publieke figuren met elkaar in gesprek gaan, van tevoren niet wetend wie hun gesprekspartner zal zijn
- Barend & Barend, praatprogramma met Frits en Barbara Barend
- Spraakmakers, praatprogramma met wisselende interviewers
- De Zwoele Stad, praatprogramma dat eerder door de Amsterdamse tv-zender AT5 werd uitgezonden